# Caius Licinius Geta
Caius Licinius Geta est un homme politique de la République romaine, consul en 116 et censeur en 108 av. J.-C.

## Famille
Il est issu de la gens plébéienne des Licinii.

## Biographie
Il est préteur au plus tard en 119 selon les dispositions de la lex Villia. 
En 116, il est élu consul avec Quintus Fabius Maximus Eburnus.
L'année suivante, lors de la censure de Cnaeus Domitius Ahenobarbus et de Lucius Caecilius Metellus Diadematus, il fait partie des trente-deux sénateurs expulsés du Sénat,,,.
Lors du cens suivant en 109, il réintègre le Sénat.
En 108, il devient lui-même censeur,,, probablement avec Quintus Fabius Maximus Eburnus (ou Allobrogicus). Les censeurs confirment Marcus Aemilius Scaurus dans sa fonction de princeps senatus.